# Antishan de Frontinhas
Antishan de Frontinhas (francès Antichan-de-Frontignes) és un municipi occità de Gascunya, situat administrativament en el departament de l'Alta Garona i a la regió d'Occitània.